# Parapsectra mendli
Parapsectra mendli är en tvåvingeart som beskrevs av Reiss 1983. Parapsectra mendli ingår i släktet Parapsectra och familjen fjädermyggor. Inga underarter finns listade i Catalogue of Life.